# Richwin (Naumburg)

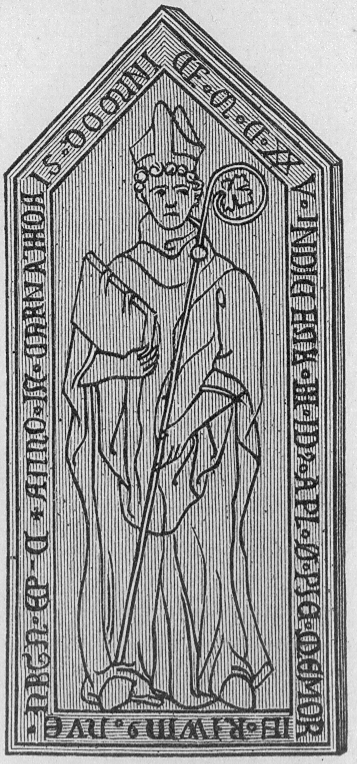
Grabplatte in der Moritzkirche (Druck von 1896)

Richwin von Naumburg, auch Rihwin, Rivin, Ruwin († 13. April 1125 in Naumburg) war von 1123 bis 1125 Bischof von Naumburg.

## Leben
Richwins Herkunft ist nicht bekannt. Er trat 1103 als Naumburger Kleriker in Erscheinung, war von 1118 bis 1122 Domherr in Naumburg und stand dem Naumburger Moritzstift sehr nahe. 1123 wurde er als Bischof von Naumburg ernannt und von Rudgar von Veltheim ordiniert. Während seiner kurzen Amtszeit hat er sich für die Nutzung des Forstes Mahlen bei Kayna eingesetzt, weihte die Klosterkirche in Bosau, nahm am Begräbnis von Wiprecht von Groitzsch 1124 teil und verstarb im Folgejahr selbst.
Die Grabplatte des Bischofs Richwin befindet sich in der Moritzkirche von Naumburg. Sie entstand posthum um das Jahr 1260. In einfacher Ritzzeichnung wurde die Gestalt des Bischofs in die Sandsteinplatte gezeichnet (Größe der Platte: 2,10 m × 0,90 m). Folgender Inschriftentext verweist auf das Gedächtnis des Bischofs: „ANNO IN CARNATIONIS DOMINICE M C XX V INDI - ACOE III ID' A(PRIL) (= 13. April 1125)O PJE MEMOIE RIWIN' NUENBGN EPC.“ Ebenfalls ist dort eine Abbildung von ihm als Ritzzeichnung erhalten, sowie am Südfenster des Naumburger Doms im Westchor, aus dem 13. Jahrhundert.